# コッレベアート
コッレベアート（伊: Collebeato）は、イタリア共和国ロンバルディア州ブレシア県にある、人口約4,500人の基礎自治体（コムーネ）。

## 地理

### 位置・広がり

#### 隣接コムーネ
隣接するコムーネは以下の通り。
- ブレシア
- チェッラーティカ
- コンチェージオ

### 地震分類
イタリアの地震リスク階級 (it) では、3 に分類される
。

## 姉妹都市
- ビヴォーナ、イタリア 2004年

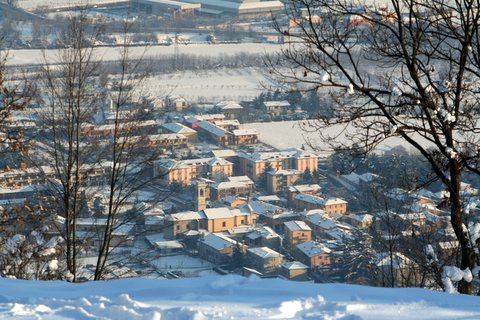
La chiesa con il nucleo storico di Collebeato